# 伊利亚·希马诺维奇
伊利亚·谢尔盖耶维奇·希马诺维奇（1994年8月2日—）是一名白俄罗斯男子游泳运动员，曾就读于白俄罗斯国立体育大学。他在10岁时开始练习游泳。运动生涯最初的时候，他的蛙泳水平并不突出，他的教练也一直希望他能够改进技术，一开始他以用改进后的技术游泳感觉不舒服为由拒绝，直到2015年，他被告知自己无法参加海外集训后，才开始改进技术，经过三周的训练，他的成绩有了显著提升。